# تشخيط

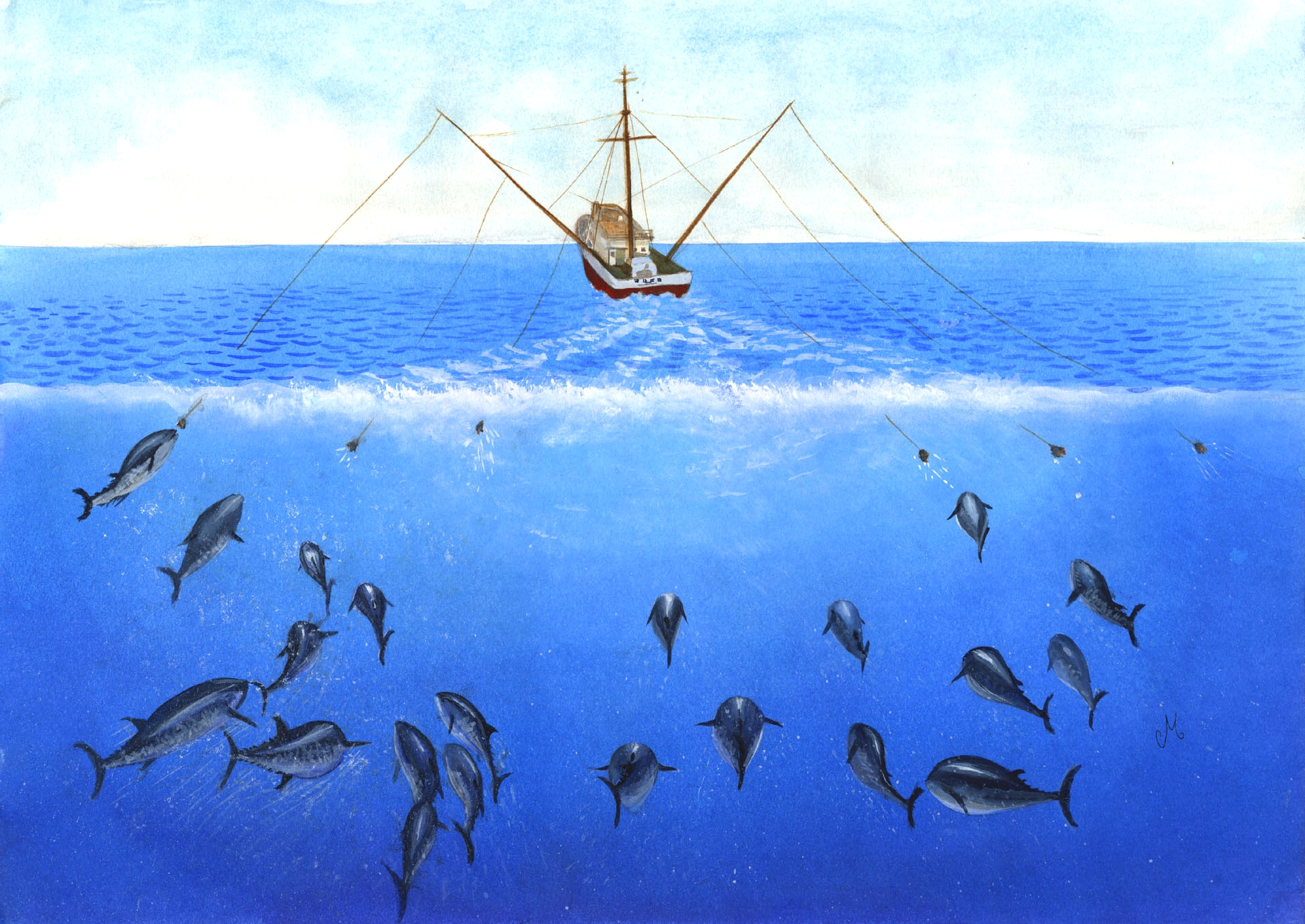
تصيد السمك بالتشخيط

التشخيط أو التصيد بالحبال طريقة صيد بطعم أو سمك حي يسحب بشكل خطي على الماء وتستخدمه القوارب الكبيرة من أجل الصيد بكميات كبيرة (صيد سمك التونة مثلا).
في التشخيط يتحرك القارب صياد السمك ببطء من أجل جذب وصيد أكبر عدد من الأسماك.